# Юровська Катерина Миколаївна
Юро́вська Катери́на Микола́ївна (Панкратова) (* 1886, Київ — † 1949, Москва) — радянська російська співачка, виконавиця старовинних російських і циганських романсів, ліричних пісень. Була популярна в 1920-40-х роках. Народна артистка РРФСР.
Мати відомих українських співачок  Ольги і  Ганни Юровських. Бабуся народної артистки України Тетяни Стебловської.

## Життєпис
Катерина Панкратова народилась у Києві в 1886 році. Саме тут зробила свої перші кроки в майбутній співочій кар'єрі. Вона брала уроки співу у відомого італійського вокального педагога Мартіна Августовича Петца, який викладав у Мілані та в Київському музичному училищі, що стало згодом консерваторією. З юних років співала на аматорських концертах народні пісні і романси.
Освіту здобула у залізничному училищі, згодом у гімназії.
Її перші виступи перед публікою відбулись 1908 року у складі хору Богданова, з яким згодом виступала на гастролях по Сибіру і Далекому Сходу.
1911 року за сімейними обставинами перейшла до хору Анісімова. В цьому році вона народила доньку Ольгу, а в 1915 — Ганну. Діти виховувались у її сестер в Києві, а сама Катерина Миколаївна присвятила себе концертній кар'єрі, переїхавши до Москви. Дітей вона підтримувала фінансово, забезпечила їм гарну освіту. Згодом вони зробили блискучу кар'єру співачок.
Її чоловік, Йосип Адамович Юровський, мав музичну освіту, працював піаністом, був антрепренером театральної трупи.
З 1917 року Катерина Юровська почала виступати сольно. За 40 років концертної діяльності вона дала понад 11 тисяч концертів. Популярність артистки була дуже великою. Клавдія Іванівна Шульженко про неї згадувала: «Я тільки починала свій творчий шлях, а Катерина Миколаївна Юровська була вже в зеніті слави. Мені не раз доводилося слухати її з концертної естради. Слухачів завжди полонила її виконавська майстерність — темпераментна, змістовна і завжди з настроєм. Я поважала цю співачку як великого майстра жанру, в якому вона виступала».
Багато років вивченням життя і творчості Катерини Миколаївни, її вокальної спадщини займається київський філофоніст Віталій Петрович Донцов. Ще в 1976 році в журналі «Советская эстрада и цирк» він опублікував нарис про співачку. До того ж Віталій Петрович зібрав всі платівки Катерини Юровської, що виходили з 1932 до 1940, які були переписані і реставровані на фірмі «Мелодія» вже в 1970-1980-і роки. Тоді ж вийшли три довгогральні платівки із записами співачки.
Під час Другої світової війни співала у фронтових концертних бригадах.
Померла в 1949 році у Москві. Похована на Ваганьковському кладовищі.

## Аудіо
- К чему скрывать
- Меня не греет шаль
- Вернись, я всё прощу
- Я не могу тебя забыть
- Все, как прежде
- Совсем чужие мы
- Не велят Маше
- Гори, гори, моя звезда